# BK Ienisseï Krasnoïarsk
Le Ienisseï Krasnoïarsk (en anglais : Enisey Krasnoyarsk) est un club russe de basket-ball issu de la ville de Krasnoïarsk. Le club évolue première division russe depuis 2007. Il avait également disputé deux saisons dans l'élite au cours du début des années 2000.

## Palmarès
- Champion de Russie (2e division) : 2007

## Joueurs et personnalités du club

### Entraîneurs
Le tableau suivant présente la liste des entraîneurs du club depuis 1993.
| Rang | Nom                  | Période   |
| ---- | -------------------- | --------- |
| 1    | Aleksandr Soendoekov | 1993-1995 |
| 2    | Sergueï Ivanov       | 1995-1996 |
| 3    | Viktor Koerilov      | 1996-1999 |
| 4    | Sergueï Ivanov       | 1999-2001 |
| 5    | Vladimir Petrokovsky | 2001-2008 |

| Rang | Nom                 | Période   |
| ---- | ------------------- | --------- |
| 6    | Algirdas Brazys     | 2001-2008 |
| 7    | Ainars Bagatskis    | 2009-2010 |
| 8    | Stevan Karadžić     | 2010-2012 |
| 9    | Milan Kotarats      | 2012      |
| 10   | Vladislav Konovalov | 2012-2013 |

| Rang | Nom              | Période   |
| ---- | ---------------- | --------- |
| 11   | Stevan Karadžić  | 2013-2015 |
| 12   | Oleg Okoelov     | 2015-2019 |
| 13   | Dražen Anzulović | 2019-2023 |
| 14   | Jovica Arsić     | 2023-     |

### Joueurs emblématiques
- Tony Taylor
- Terrico White
- Kosta Perović
- Kaspars Kambala
- Tim Ohlbrecht